# Àngel Casals Martínez
Àngel Casals Martínez (Barcelona, 1963) és un historiador català, catedràtic del departament d'Història Moderna de la Universitat de Barcelona especialitzat en bandolerisme, història militar i formes de violència social. La seva tesi doctoral se centrà en la relació entre l'emperador Carles V i els catalans durant la primera meitat del segle XVI. També ha estat durant anys membre de l'equip rector de la Universitat Catalana d'Estiu com a cap d'àrea i director de l'excavació del Castell de Centelles. És col·laborador de la Gran Enciclopèdia Catalana i de la Gran Enciclopèdia de Barcelona.

## Biografia
Nascut a Barcelona, és professor del departament d'història moderna de la Universitat de Barcelona des de 1989. Ha estat també professor a la Universitat de Valladolid entre 1991 i 1993 i conferenciant a les universitats de Viena, Graz i Perpinyà entre d'altres.

## Publicacions
Entre les seves principals publicacions s'hi troben:
- L'emperador i els catalans. Ed. Granollers, Granollers, 2000.
- Les fronteres catalanes i el Tractat dels Pirineus. Ed. Galerada, Barcelona, 2009.
- Revisió historiogràfica de Jaume Vicens i Vives. Ed. Galerada, Barcelona, 2010.
- Antoni Roca, el capellà bandoler. Ed. Pórtic, Barcelona, 2011.
- El bandolerisme a la Corona d'Aragó. Vol. I. Ed. Galerada, Barcelona, 2012.
- El Compromís de Casp. Negociació o imposició? Ed. Galerada, Barcelona, 2014.
- "Del sometent als mossos d'esquadra. Història de l'ordre públic a Catalunya" Ed. Afers, València, 2022.